# Stade Sanga by Kyocera
Le stade Sanga by Kyocera (en japonais : サンガスタジアム) ou Sanga Stadium by Kyocera est un stade de football situé à Kameoka au Japon.
Il a une capacité de 21 600 places. C'est le domicile du Kyoto Sanga du championnat du Japon de football.

## Histoire
Après le projet avorté d'un nouveau stade à Kyoto pour la Coupe du monde 2002, la ville a attendu presque vingt ans pour avoir un stade de football moderne. En 2012, l'emplacement a été trouvé à 300m de la gare de Kameoka, le stade en forme de diamant comme celui de Suita est ouvert en 2020.
Le Kyoto Sanga dispute son premier match dans son nouveau stade le 9 février 2020 en recevant Cerezo Osaka.